# Росош
Росош (рус. Россошь) град је у Русији у Вороњешкој области. Према попису становништва из 2010. у граду је живело 62.865 становника.

## Становништво
Према прелиминарним подацима са пописа, у граду је 2010. живело 62.865 становника, 58 (0,09%) мање него 2002.
| 1939.  | 1959.  | 1970.  | 1979.  | 1989.  | 2002.  | 2010.  |
| ------ | ------ | ------ | ------ | ------ | ------ | ------ |
| 27.789 | 30.184 | 36.438 | 44.019 | 57.029 | 62.923 | 62.865 |